# Catfish Rising
Catfish Rising är det 18:e studioalbumet av den brittiska rockgruppen Jethro Tull, släppt 1991 av skivbolaget Chrysalis Records. Det är det första Jethro Tull-albumet med keyboardist Andrew Giddings. Albumet har inte synthesizers och elektroniska instrument som var framträdande i Jethro Tulls 80-talsalbum. I stället innehåller albumet hårdrock och bluesrock.

## Låtlista

### LP-versionen
Sida 1
1. "This Is Not Love" – 3:56
2. "Occasional Demons" – 3:48
3. "Rocks on the Road" – 5:30
4. "Thinking Round Corners" – 3:31
5. "Still Loving You Tonight" – 4:30

Sida 2
1. "Doctor to My Disease" – 4:34
2. "Like a Tall Thin Girl" – 3:36
3. "Sparrow on the Schoolyard Wall" – 5:21
4. "Roll Yer Own" – 4:25
5. "Gold-Tipped Boots, Black Jacket and Tie" – 3:38

Bonusspår div. vinyl-utgåvor
1. "When Jesus Came to Play" – 5:04
2. "Sleeping with the Dog" – 4:25
3. "White Innocence" – 7:43

### CD-versionen
1. "This Is Not Love" – 3:57
2. "Occasional Demons" – 3:49
3. "Roll Yer Own" – 4:26
4. "Rocks on the Road" – 5:32
5. "Sparrow on the Schoolyard Wall" – 5:22
6. "Thinking Round Corners" – 3:32
7. "Still Loving You Tonight" – 4:32
8. "Doctor to My Disease" – 4:35
9. "Like a Tall Thin Girl" – 3:38
10. "White Innocence" – 7:44
11. "Sleeping with the Dog" – 4:26
12. "Gold-Tipped Boots, Black Jacket and Tie" – 3:41
13. "When Jesus Came to Play" – 5:05

Bonusspår på den remastrade CD-utgåvan från 2006
1. "Night in the Wilderness" – 4:06
2. "Jump Start" (inspelad live i Tower Theatre, Philadelphia, 25 november 1987) – 7:49

- Alla låtar skrivna av Ian Anderson.